# Cypseloides
Cypseloides là một chi chim trong họ Apodidae.

## Các loài
- Cypseloides cherriei
- Cypseloides cryptus
- Cypseloides storeri
- Cypseloides fumigatus
- Cypseloides rothschildi
- Cypseloides niger
- Cypseloides lemosi
- Cypseloides senex